# Tadashi Agi
Tadashi Agi (japonès: 亜樹 直, Agi Tadashi) és un escriptor d'històries manga japoneses, novel·lista i guionista. El seu veritable nom és Shin Kibayashi (japonès: 樹林 伸, Kibayashi Shin). Va nàixer el 1962 a Tòquio, i es graduà a la Tokyo Metropolitan Musashi Senior High School i a l'Escola Universitària d'Econòmiques i Ciències Polítiques Waseda. El pseudònim "Tadashi Agi" és compartit amb la seua germana Yūko Kibayashi (japonès: 樹林ゆう子, Kibayashi Yūko).
Amb el nom de Yuma Ando, va rebre en 2003 un Premi de Manga Kodansha per escriure el shōnen Kunimitsu no Matsuri.

## Pseudònims
Encara que el seu nom principal "Tadashi Agi", Shin Kibayashi també usa altres pseudònims:
- Seimaru Amagi (天樹征丸, Amagi Seimaru)
- Yuya Aoki (青樹佑夜, Aoki Yūya)
- Yuma Ando (安童夕馬, Ando Yuma)
- Jōji Arimori (有森丈時, Arimori Jōji)
- Hiroaki Igano (伊賀大晃, Igano Hiroaki)
- S.K

## Treballs

### Com a Seimaru Amagi
- Kindaichi Case Files
- Remote
- Tantei Gakuen Q

### Com a Yuya Aoki
- Get Backers
- Psycho Busters

### Com a Yuma Ando
- Kunimitsu no Matsuri
- Psychometrer Eiji
- Shibatora
- Tokyo Eighties

### Com a Jōji Arimori
- Monkey Typhoon
- Snow Dolphin

### Com a Hiroaki Igano
- Area no kishi

### Com a Tadashi Agi
- Gakkou no kowai uwasa
- Kami no Shizuku
- Psycho Doctor
- Psycho Doctor Kai Kyousuke

### Drames de televisió
- Hero (TV series) (idea original)
- Pikingtorio Case Files (protagonitzant el TV drama Neptune)